# Őrgróf
Az őrgróf vagy francia változatban a márki Nyugat-Európában, illetve a volt gyarmatokon használt, örökletes nemesi cím. A címet használják egyes kínai és japán nemesi címek lefordítására is. Női megfelelője, a márki rangot viselő nő a márkinő vagy őrgrófnő, míg a márki feleségének megnevezése a márkiné vagy őrgrófné. A nemesi címek rangsorában a hercegi cím alatt, de a grófi cím felett helyezkedik el. Régies magyar  formája a markoláb volt.

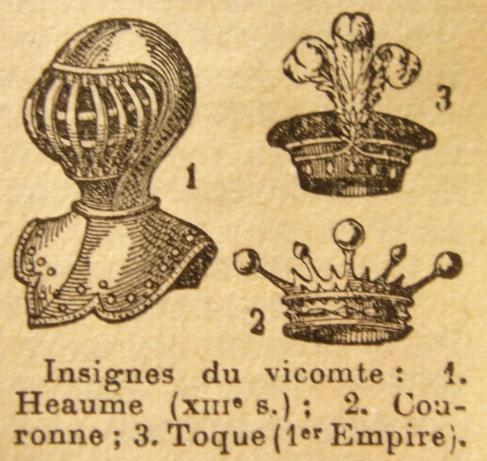
Az őrgrófi rang jelölése a francia heraldikában

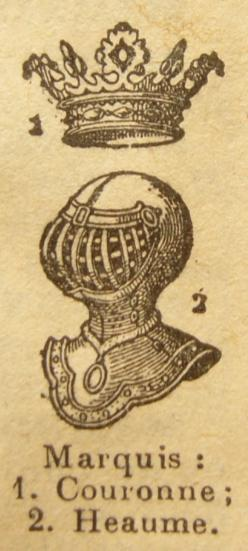
A márki rang jelölése a francia heraldikában

## A cím eredete
A márki cím eredeti megnevezése a Margrave, illetve annak német megfelelője a Markgraf, amely a német-római birodalom területén használt nyelvekben is elterjedt (Markgraaf hollandul, Margravio olaszul). A napjainkban használt angol elnevezés a középkori francia nyelvből került át (marquis, nőnemű változata marquise), amely viszont a latinból ered és eredetileg határt, határmenti területet jelölt (marca). Ez a latin szó a német megnevezésbe is átkerült (határ - mark), amely az angolban szintén határt, határvidéket jelöl.
A márki cím francia formáját (marquis) 1300-tól használták Angliában és néha még napjainkban is használatos (főleg Skóciában), de manapság a marquess használata javasolt az angol nyelvben.
A megnevezés eredete is utal arra, hogy a márki cím viselői a határ védelmével megbízott nemesurak voltak (a németben Mark + graf = határ + gróf). A Frank Birodalomban, ahol először használták a címet, a birodalom határaihoz közeli birtokokat uraló grófokat a határ védelmével bízta meg a király és ennek megfelelően adományozta nekik a márki címet (amely a többi gróf fölé helyezte azokat). A magyarban elterjedt őrgróf elnevezés is arra utal, hogy a márki feladatai közé tartozott a határ őrizete.
Később a márki címet már nem kötötték szorosan a határőrizeti feladatokhoz, csak egyike lett a számos nemesi címnek. Velencében a márki cím használata annyira elterjedt a 16. szd-ra, hogy amikor V. Károly német-római császár bevonult a városba, az összegyűlt nemességnek csak annyit vetett oda, hogy "Vos omnes marchiones appello", azaz "Titeket csak márkinak hívunk". Hasonló esemény történt, amikor Genoa városa csatlakozott az Olasz Királysághoz 1861-ben: a genoai nemeseket mint "marchesi al cognome" vették nyilvántartásba, azaz mint "nevében márki".

## Őrgrófság
A frankok által a meghódított végvidéken létrehozott, autonómiával nem rendelkező, a határok védelmét szolgáló territoriális szervezet, amelynek élén az uralkodó által kinevezett őrgróf  állt. I. Károly frank császár birodalmában kétféle őrgrófság létezett: az újonnan meghódított, többnyire pogány népességű keleti határvidéken az őrgróf gyakorolt mindenfajta hatalmat; a birodalom déli és nyugati határsávjában az őrgrófságok a grófságokra épültek, és az őrgrófok csupán katonai vezetők voltak.

## Magyarországon
A magyar királyok őrgrófi címet csak kivételes esetben adományoztak, a címet többnyire Magyarországon letelepedett külföldi családok viselték. Manapság két volt magyar őrgrófi család él még: az őrgróf Pallavicini család és a körösszeghi és adorjáni őrgróf Csáky-Pallavicini család.
Erba-Odescalchi Sándor (1791–1872) milánói őrgróf, Monteleone hercege, Mondonico őrgrófja, magyar indigenátust nyert I. Ferenc magyar királytól, 1831. április 8-án; Felesége bajsai Vojnits Szidónia (1800–1836), akitől fia, Erba-Odescalchi Ince őrgróf született. Ince házasságot kötött tomcsányi Tomcsányi Etelkával (1821–1882), akitől született fia, Erba-Odescalchi Hugó őrgróf (1842–1919), akiben fiúágon kihalt a családja; Erba-Odescalchi Hugó őrgróf és felesége, alsólelóczi és jezerniczei Tarnóczy Ilona (1858–1924) leányaiban tovább élt a család egy nemzedéken: őrgróf Erba-Odescalchi Ilona (1881–1897), Naményi-Koncz Viktorné őrgróf Erba-Odescalchi Virginia (1884–1974), valamint Cech Jószefné őrgróf Erba-Odescalchi Amália (1889–1969).
Az őrgrófi címeket – más rangokhoz és címekhez hasonlóan – az 1947. évi IV. törvény megszüntette és használatukat megtiltotta. Egyes körökben azonban a címek használata ennek ellenére újból terjed.

## Márki címek és megfelelőik az európai nyelvekben
A következő lista nem teljes, az angol nyelvű Wikipedia hasonló cikkében közölt listán alapul. Az első megnevezés a férfi, utána a női megfelelője. A legtöbb nyelvben két forma maradt fenn, amik körül az egyik az eredeti germán címre utal, a másik a franciából átvett forma. Erre az egyik legjobb példa az olasz nyelv, ahol katonai rangot jelentő margravio helyett manapság már a marchese használatos nemesi címekben.

## Márki címek Európán kívüli kultúrákban
Más nemesi címekhez hasonlóan a márkit is felhasználták az európán kívüli kultúrákban és nyelvekben található nemesi címek lefordítására. A pontos megfeleltetést általában megnehezíti, hogy a nemesi címek hierarchiája és használata igencsak eltérő lehet más kultúrákban.
Ennek figyelembevételével:
- az ókori Kínában a 侯 (hóu) a második volt a Zhou Wuwang király által létrehozott öt nemesi rang közül és emiatt általában a márkival azonosítják.
- a Csin-dinasztia uralkodásától kezdve a kínai birodalomban a 侯 (hóu) általában, de nem minden esetben, közepesen jelentős, örökletes nemesi cím. A cím presztízse dinasztiánként és néha egy dinasztián belül is változott.
- a japán Meidzsi-korban a Kōshaku (侯爵) örökletes nemesi cím (Kazoku) volt 1884-től. A cím birtokosa egyben örökletes tagja volt a birodalmi parlament felső házának, hasonlóan a brit nemesi címek birtokosaihoz (az 1999-es House of Lords Act elfogadásáig). Az 1884-ben bevezetett öt cím:

1. herceg (公爵; Hepburn: kōshaku?, ’kósaku’)
2. őrgróf (侯爵; Hepburn: kōshaku?, ’kósaku’)
3. gróf/Earl (伯爵; Hepburn: hakushaku?, ’hakusaku’)
4. várgróf (子爵; Hepburn: shishaku?, ’sisaku’)
5. báró (男爵; Hepburn: danshaku?, ’dansaku’)[6]

- Koreában hét fő nemesi cím létezett, hasonlóan a Kínában bevezetett rendszerhez, és a címek értéke minden egyes generációval egyet csökkent (ti. a cím birtokosának utóda örökölte a címet, de az már lejjebb került a nemesi rangsorban). Kínához hasonlóan a Champan cím volt a márki megfelelője, amely harmadik volt a rangsorban (a Gun (trónörökös herceg) és a Kung (örökletes herceg) címek után, a Poguk (gróf), Pansoh (várgróf), Chamise (báró), illetve a Chusa (amelynek nincs európai megfelelője, esetleg a csak férfiágon öröklődő angol Baronet-nek, vagy például a magyar vitézi címnek lehet megfeleltetni) címek után).
- Vietnámban a Hau magas rangú örökletes nemesi cím volt, nagyjából a márkinak megfelelő, amelyet a császári család férfi tagjai kaphattak. Ez a cím a Vuong (király), Quoc-Cong (nagyherceg), Quan-Cong (főherceg) and Cong (herceg) után következett, utána a Ba (gróf), Tu (várgróf), Nam (báró) és a Vinh phong (baronet v. vitéz) következett.

## Ld. még
- grófi korona
- Marquise de Pompadour
- De Sade márki
- Az ember tragédiája 9. szín - Ádám és a márki párbeszéde
- Az angol nemesség áttekintése 1790-ből
- Francia örökletes nemesi címek a Bourbon-restauráció idejéből